# Archiwum Główne Akt Dawnych

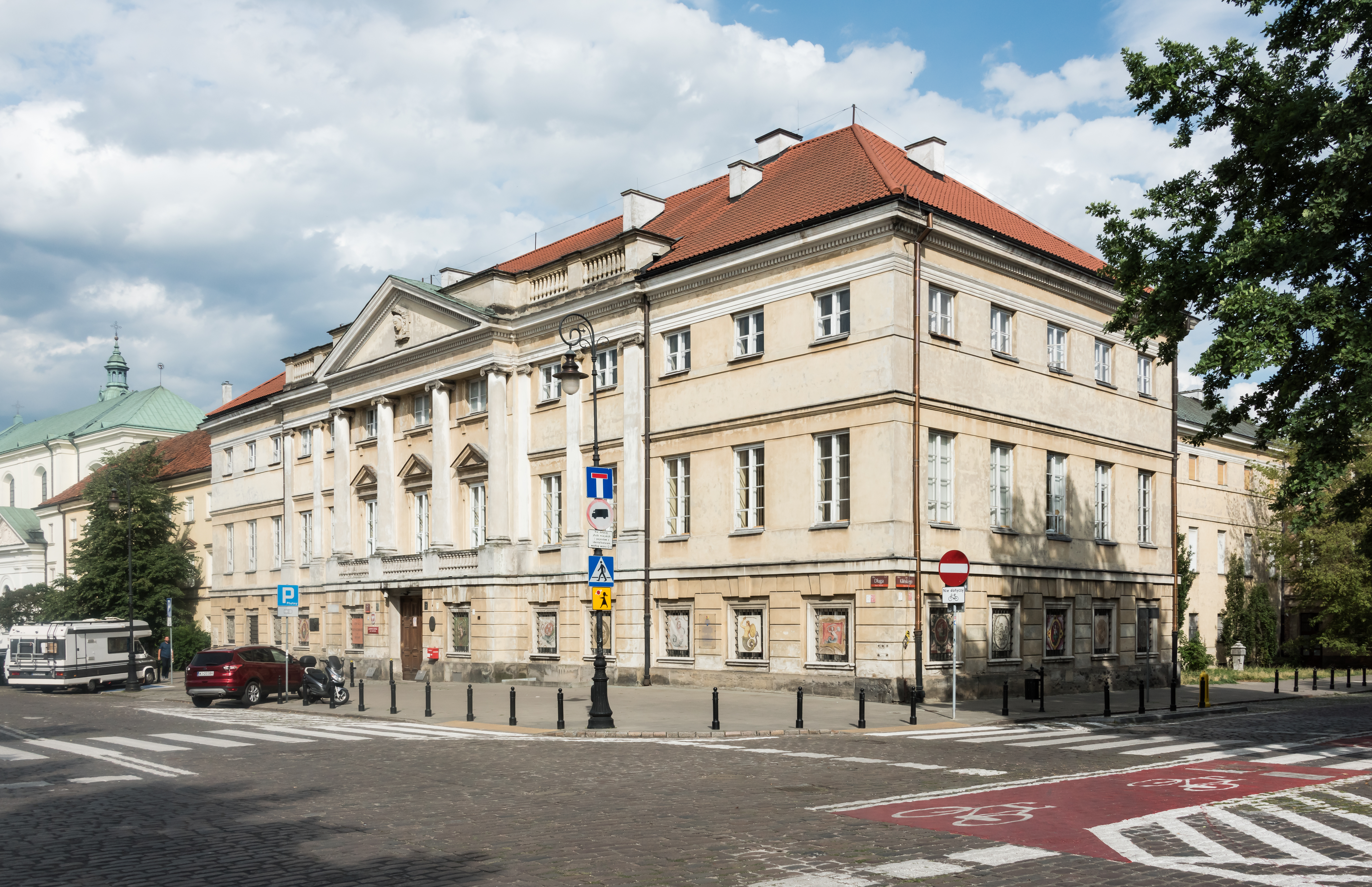
Gebäude in Warschau

Das Archiwum Główne Akt Dawnych AGAD (deutsch: Zentralarchiv für historische Aufzeichnungen) ist eine zentrale Einrichtung der staatlichen Verwaltung in Polen mit Hauptsitz in Warschau, die sich der Aufbewahrung und Katalogisierung alter Akten widmet. Sie befindet dich im Raczyński-Palast.

## Geschichte
Die Behörde wurde 1808 im Herzogtum Warschau von dem Wettiner Herzog Friedrich August als Allgemeines Landesarchiv Archiwum Ogólne Krajowe gegründet. Von 1816 bis 1889 war es das Hauptarchiv des Königreichs Polen Archiwum Główne Królestwa Polskiego, später bis 1918 das Warschauer Hauptarchiv der Alten Akten Archiwum Główne Akt Dawnych Królestwa Polskiego und nach dem Ersten Weltkrieg das Hauptstaatsarchiv der Alten Akten. Das Archiv sammelt alle alten Akten, die den Zweiten Weltkrieg überdauert haben, sowohl aus Polen wie auch der Teilungsmächte, als auch beutender Privatpersonen. Das ursprüngliche Gebäude des Archivs wurde im Zweiten Weltkrieg zerstört. Nach 1945 hatte es seinen Sitz im Palast unter dem Blechdach. Ab 1952 wurden die Sammlungen in den Raczyński-Palast überstellt.